# Templo do Dente

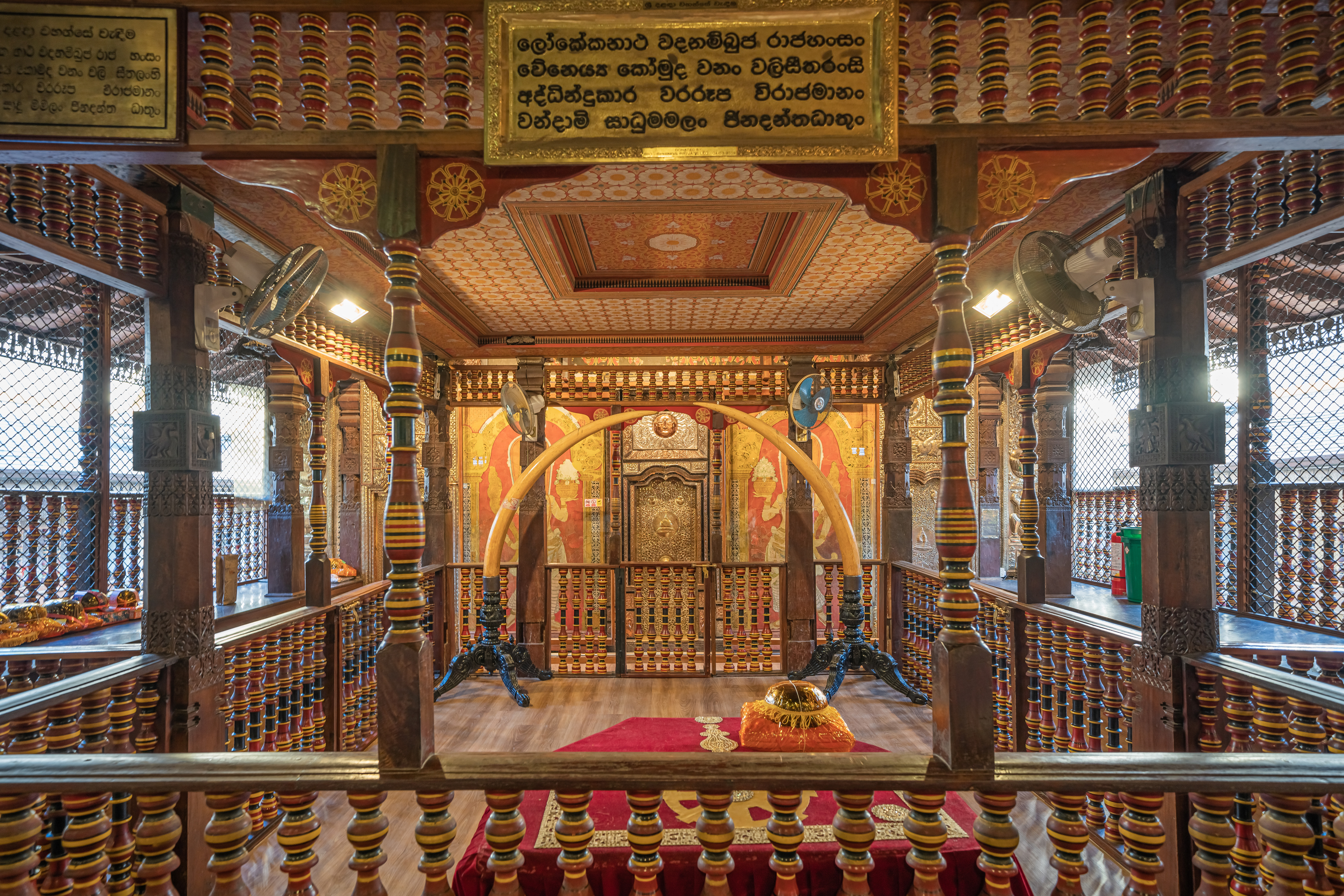
Corredor no interior do templo

O Templo da Relíquia do Dente Sagrado (em inglês: Temple of the Sacred Tooth Relic) ou Sri Dalada Maligawa (em cingalês: ශ්‍රී දළදා මාළිගාව) é um templo budista teravada em Cândia, Seri Lanca, situado no complexo do palácio real do antigo Reino de Cândia, onde está guardado a relíquia do dente sagrado de Buda.
Desde tempos remotos que a relíquia teve uma grande importância na política local, pois acredita-se que quem tenha a sua posse detém o poder no país. Historicamente, a relíquia foi detida pelos monarcas das várias dinastias que dominaram a ilha. O templo faz parte do sítio do Património Mundial "Cidade sagrada de Cândia", classificado em 1988.
Na câmara interior do templo são realizadas cerimónias de adoração, conduzidas por bicos (monges budistas) de duas ordens religiosas, a Malwatta e a Asgiri. Os rituais ocorrem três vezes por dia: ao nascer do sol, ao meio dia e ao fim da tarde. Nas quartas feiras é realizado um banho simbólico da relíquia com uma mistura de água perfumada com ervas e flores, chamada Nanumura Mangallaya; acredita-se que esta água benta tem poderes curativos e é distribuída aos presentes.
O templo sofreu danos provocados por ataques levados a cabo por guerrilheiros,  tâmiles do Janatha Vimukthi Peramuna em 1989 e dos Tigres de Libertação do Eelam Tâmile em 1998. Em ambas as ocasiões, o templo foi completamente restaurado.

## História
Segundo a tradição, após a morte (maha parinirvāṇa) de Buda Gautama, um dos seus dentes foi preservado em Calinga e levado clandestinamente para a ilha do Seri Lanca pela princesa Hemamali e pelo seu marido, o príncipe Dantha, seguindo as instruções do pai de Hemamali, o rei Guhasiva. Hemmamali escondeu a relíquia no cabelo durante a viagem para a ilha. O par desembarcou em Lankapattana e ofereceu o dente ao rei de Anuradapura Sirimeghavanna (século IV d.C., que o mandou guardar num relicário na viara Meghagiri (atual templo Isurumuniya) de Anuradapura. A guarda da relíquia passou a ser responsabilidade do monarca, pelo que ao longo dos anos, a guarda da relíquia passou a simbolizar o direito de governar a ilha. Por isso, os vários templos da relíquia do dente construídos por vários monarcas reinantes situavam-se muito perto das residências reais, como foi o caso dos reinos de Anuradapura, de Polonaruva e de Dambadeniya. Durante o período do Reino de Gampola, a relíquia foi guardada na viara Niyamgampaya. Em diversos sandeśa kāvya ("poemas de messageiro") como o Hamsasandeśa, Gira e Selalihini lê-se que o templo da relíquia do dente se situava na cidade de Seri Jaiavardenapura-Cota quando o Reino de Cota lá foi estabelecido no início do século XV.
Durante o reinado de do rei católico de Cota Darmapala (nome de batismo: João Darmapala), a relíquia foi escondida numa pedra de amolar na viara Delgamuwa, em Kuruvita, atualmente no distrito de Ratnapura. Foi levado para Cândia por Hiripitiye Diyawadana Rala e Devanagala Rathnalankara Thera, onde o rei Vimaladharmasuriya I de Cândia (batizado pelos portugueses João da Áustria) mandou construir um edifício de dois andares, já desaparecido, para guardar a relíquia.
Em 1603, quando os portugueses invadiram Cândia, o dente foi levado para Meda Mahanuwara, em Dumbara. Foi recuperado durante o reinado de Rajá Sinha II (r. 1635–1687), que reconstruiu o santuário original ou constriu um novo. O edifício atual do Templo do Dente foi construído pelo rei Vira Narendra Sinha (r. 1707–1739). O Paththirippuwa (pavilhão octogonal à entrada do templo) e o fosso foram adicionados durante o reinado de Seri Vicrama Rajá Sinha (r. 1798–1815). A autoria do Paththirippuwa é creditada ao arquiteto real Devendra Moolacharya; inicialmente o pavilhão era usado pelo rei para atividades recreativas e mais tarde foi oferecido ao templo; atualmente alberga a bibioteca do templo.
Em 1989, a organização separatista tâmile Janatha Vimukthi Peramuna levou a cabo um ataque com o objetivo (fracassado) de capturar a relíquia. A 25 de janeiro de 1998, três membros dos Tigres Negros (unidade de elite dos Tigres de Libertação do Eelam Tâmile), realizou um ataque suicida, fazendo explodir um camião carregado de explosivos no recinto do templo, onde poucas horas depois iriam ocorrer as principais comemorações do dia da independência do Seri Lanca. O ataque provocou 16 mortes (incluindo os atacantes), mais de 25 feridos e danos severos ao templo, especialmente na fachada e no telhado, mas não afetou o santuário interior. As obras de restauro foram quase imediatamente iniciadas e o complexo foi reaberto a 10 de fevereiro, embora as obras só tivessem terminado um ano e meio depois.

## Arquitetura

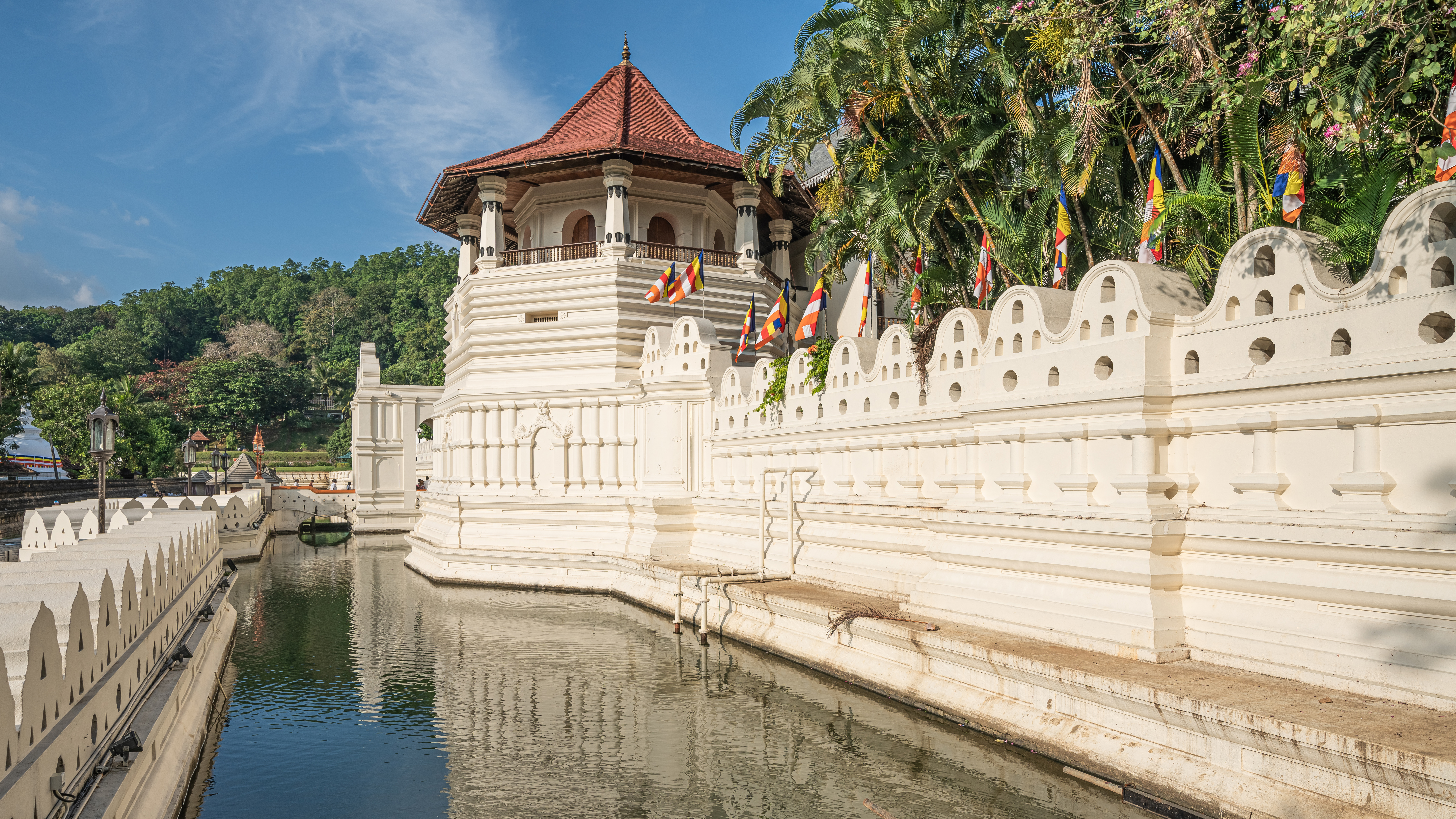
"Muro das ondas de água" e Paththirippuwa (torre na entrada do templo)

O muro de tijolo ao longo do fosso e o lago Bogambara são conhecidos como o muro das ondas de água. Nesse muro há nichos para colocar lâmpadas de óleo de coco. O portão principal de entrada, situado acima do fosso, é chamado Mahawahalkada. Na base da escadaria do Mahawahalkada há uma sandakada pahana ("pedra de lua") esculpida em estilo candiano, a qual, como o resto da entrada, foi completamente destruída no ataque bombista de 1998, tendo sido reconsctruída. Em cada um dos lados da entrada há elefantes esculpidos na pedra. No cimo da escadaria há uma torana makara e duas pedras guardiãs. A câmara dos tambores Hewisi situa-se em frente ao santuário principal. Os dois andares este último são chamados palle malaya (andar inferior) e udu malaya (andar superior) ou Weda Hitina Maligawa. As portas do Weda Hitina Maligawa são de marfim esculpido.
A câmara onde a relíquia é guardada é conhecida como Handun kunama. O baldaquino dourado que cobre o santuário principal e a grade dourada que o rodeia o complexo do templo foram feitos em 1987 por iniciativa do então primeiro-ministro Ranasinghe Premadasa. a relíquia é guardada em sete guarda-joias dourados com pedras preciosas embutidas, que representam uma estupa. O guarda-joias que é usado durante as procissões realizadas durante o Kandy Esala Perahera (Festival do Dente Sagrado) também está exposição na mesma sala.

## Outros edifícios es estruturas do complexo

### Palácio real

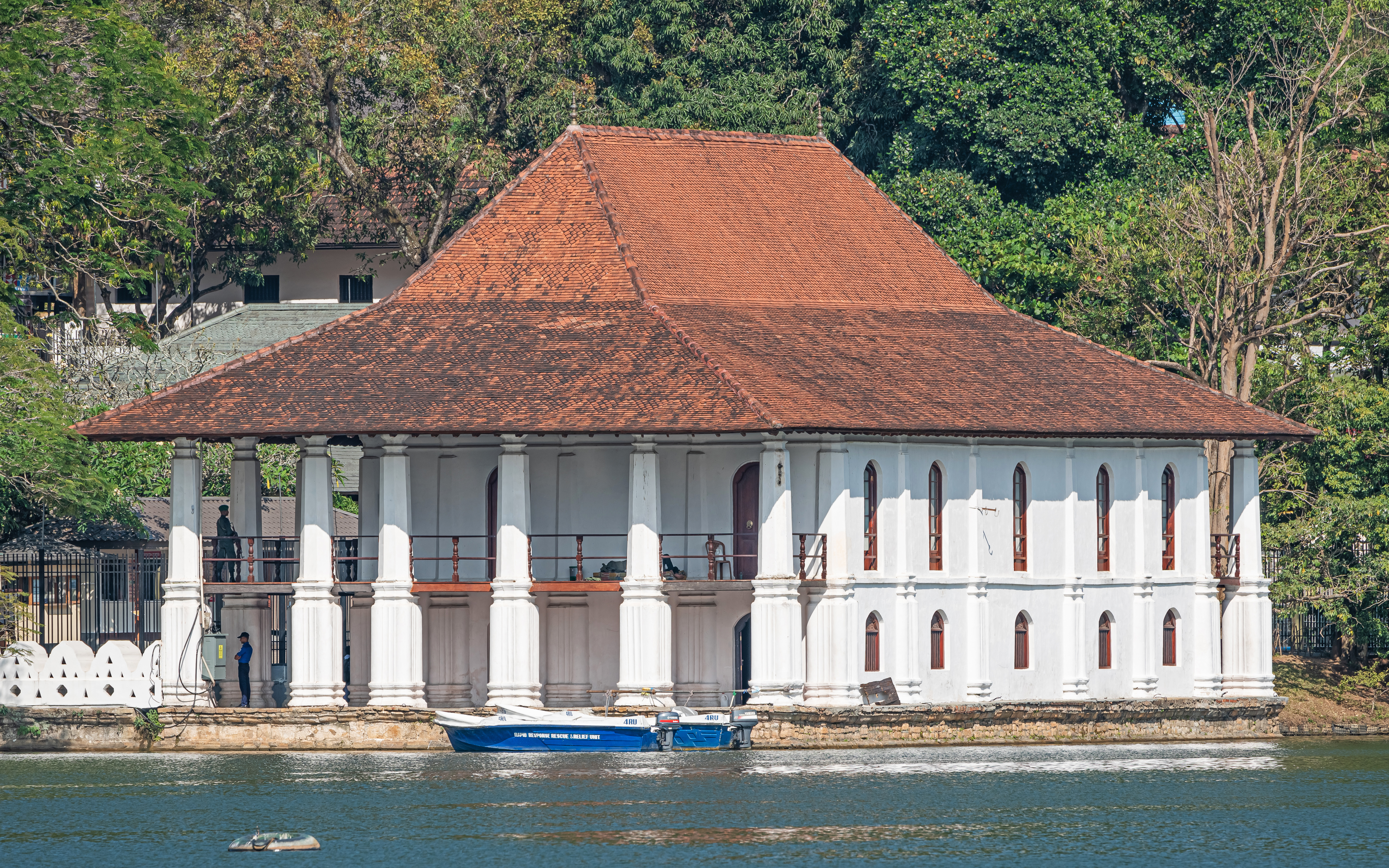
Ulpen Ge(pavilhão de banhos da rainha)

O antigo palácio real encontra-se a norte do templo. John Pybus, que ali esteve numa embaixada em 1762, fez uma descrição detalhada do edifício. Vikramabahu III (r. 1356–1374) e Senasammata Vikramabahu (r. 1469–1511) construíram palácios reais no local. Vimaladharmasuriya I (r. 1590–1604) adicionou várias decorações ao palácio. O orientalista neerlandês Philippus Baldaeus visitou o palácio com o general Gerard Pietersz Hulft em 1656. A residência real era conhecico como Maha Wasala em cingalês desde o período de Polonaruva. O palácio é também conhecido como Maligawa (මාළිගාව; māḷigāva, "palácio"). Além do edifício principal, fazem parte do palácio real o Ulpen Ge (ou Ulpange; pavilhão de banhos da rainha) e o Palácio da Rainha.
Originalmente havia um muro com 8 m de altura e  três wahalkadas que eram usadas como entradas principais. A ala mais antiga do palácio é alegadamente a do lado do Natha Devale Durante os primeiros anos do domínio britânico foi usado pelo agente do governo John D'Oyl, que teve um papel chave na anexação de facto do Reino de Cândia pelos britânicos em 1815. Os sucessores de D'Oyly como administradores coloniais em Cândia continuaram a usar o palácio como residência oficial. Atualmente o palácio é um museu arqueológico.

### Salão de audiências
O salão de audiências ou Magul Maduwa é o local onde funcionava o tribunal dos reis candianos. Foi completado em 1783 pelo rei Sri Rajadhi Rajasinha Foi no Magul Maduwa que decorreu a conferência que culminou na Convenção de Cândia, que formalizou a anexação do reino candiano pelo Império Britânico, assinado no salão em 2 de março de 2015. O espaço foi depois usado para o Kachcheri (governo distrital) e Supremo Tribunal de Cândia. Atualmente é usado para cerimónias de Estadp e é mantido pelo Departamento de Arqueologia.
Os relevos nos pilares em madeira que suportam o teto também de madeira são um exemplo de talha do período candiano. O Salão foi renovado para a receção em 1872 ao então Príncipe de Gales Alberto Eduardo — originalmente o salão tinha 17,7 por 10,9 m e as obras aumentaram o comprimento e 9,6 m. Acredita-se que alguns edifícios que eram vizinhos do salão foram demolidos pelos britânicos.

### Mahamaluwa
O Mahamaluwa é o espaço onde o público assistia ao festival anual Esala perahera. Atualmente tem um memorial com uma estátua de Madduma Bandara Ehelapola e a caveira de Keppetipola Disawe, dois heróis nacionais do Seri Lanca, O primeiro foi executado por traição pelo último rei de Cândia e o segundo foi executado pelos britânicos na sequência da Grande Rebelião de 1817–1818 contra o domínio britânico. Há também uma estátua da princesa Hemamali e dos seu esposo Dantha, que levaram o dente sagrado de Calinga para o Seri Lanca.
| 1 | Complexo do Templo do Dente Sagrado     |
| 2 | Mahawahalkada (entrada principal)       |
| 3 | Fosso                                   |
| 4 | Paththirippuwa (pavilhão octogonal)     |
| 5 | Handun kunama                           |
| 6 | Baldaquino Dourado                      |
| 7 | Museu do Templo do Dente (palácio novo) |

| 8  | Palácio Real de Cândia                                      |
| 9  | Museu Nacional de Cândia                                    |
| 10 | Museu Iternacional Budista (edifício dos antigos tribunais) |
| 11 | Lago de Cândia                                              |
| 12 | Ulpange (pavilhão de banhos da rainha)                      |
| 13 | Jayatilleke Mandapaya                                       |
| 14 | Reserva florestal de Udawattakele                           |

| 1 | Complexo do Templo do Dente Sagrado     |
| 2 | Mahawahalkada (entrada principal)       |
| 3 | Fosso                                   |
| 4 | Paththirippuwa (pavilhão octogonal)     |
| 5 | Handun kunama                           |
| 6 | Baldaquino Dourado                      |
| 7 | Museu do Templo do Dente (palácio novo) |

| 8  | Palácio Real de Cândia                                      |
| 9  | Museu Nacional de Cândia                                    |
| 10 | Museu Iternacional Budista (edifício dos antigos tribunais) |
| 11 | Lago de Cândia                                              |
| 12 | Ulpange (pavilhão de banhos da rainha)                      |
| 13 | Jayatilleke Mandapaya                                       |
| 14 | Reserva florestal de Udawattakele                           |